# Número de Reynolds

Una calle de vórtices alrededor de un cilindro. Esto ocurre alrededor de los cilindros, para cualquier fluido, tamaño del cilindro y velocidad de fluido, siempre que tenga un número de Reynolds de entre ~ 40 y 10³.

El número de Reynolds (Re) es un número adimensional utilizado en mecánica de fluidos y en fenómenos de transporte para caracterizar el movimiento de un fluido. Su valor indica si el flujo sigue un modelo laminar o turbulento.
El concepto fue introducido por George Gabriel Stokes en 1851, pero el número de Reynolds fue nombrado por Osborne Reynolds (1842-1912), quien popularizó su uso en 1883.

## Definición y uso de Re
El número de Reynolds se define como la relación entre las fuerzas inerciales (o convectivas, dependiendo del autor) y las fuerzas viscosas presentes en un fluido. Este relaciona la densidad, viscosidad, velocidad y dimensión típica de un flujo en una expresión adimensional, que interviene en numerosos problemas de dinámica de fluidos. Dicho número o combinación adimensional aparece en muchos casos relacionados con el hecho de que el flujo pueda considerarse laminar (número de Reynolds pequeño) o turbulento (número de Reynolds grande).
| Símbolo                          | Nombre                  | Unidad |
| -------------------------------- | ----------------------- | ------ |
| {\displaystyle D}                | Diámetro                | m      |
| {\displaystyle D_{h}}            | Diámetro hidráulico     | m      |
| {\displaystyle L}                | Longitud característica | m      |
| {\displaystyle u}                | Velocidad               | m/s    |
| {\displaystyle \rho }            | Densidad                | kg/m3  |
| {\displaystyle \mu }             | Viscosidad dinámica     | Pa·s   |
| {\displaystyle {\mathit {\nu }}} | Viscosidad cinemática   | m2/s   |

{\displaystyle D_{h}=4\ {\Bigl (}{\frac {\text{área}}{\text{perímetro mojado}}}{\Bigr )}}
{\displaystyle {\mathit {\nu }}={\mu  \over \rho }\,}

La expresión general del número de Reynolds es:
{\displaystyle \mathrm {Re} ={\frac {\text{Fuerzas inerciales}}{\text{Fuerzas viscosas}}}}
|               | 1                                                                            | 2                                                                            | 3                                                         |
| ------------- | ---------------------------------------------------------------------------- | ---------------------------------------------------------------------------- | --------------------------------------------------------- |
| Ecuaciones    | {\displaystyle \mathrm {Re} ={\frac {mu\ (u/L)}{\nu \ (\nu \rho )}}}         | {\displaystyle \rho ={\frac {m}{D^{2}L}}}                                    | {\displaystyle \nu ={\frac {\mu }{\rho }}}                |
| Simplificando | {\displaystyle \mathrm {Re} ={\frac {mu^{2}/L}{\nu ^{2}\ \rho }}}            |                                                                              |                                                           |
| Sustituyendo  | {\displaystyle \mathrm {Re} ={\frac {m\ u^{2}/L}{\nu ^{2}\ [m/(D^{2}\ L)]}}} | {\displaystyle \mathrm {Re} ={\frac {m\ u^{2}/L}{\nu ^{2}\ [m/(D^{2}\ L)]}}} |                                                           |
| Simplificando | {\displaystyle \mathrm {Re} ={\frac {u\ D}{\nu }}}                           | {\displaystyle \mathrm {Re} ={\frac {u\ D}{\nu }}}                           |                                                           |
| Simplificando | {\displaystyle \mathrm {Re} ={\frac {\rho \ u\ D}{\mu }}}                    | {\displaystyle \mathrm {Re} ={\frac {\rho \ u\ D}{\mu }}}                    | {\displaystyle \mathrm {Re} ={\frac {\rho \ u\ D}{\mu }}} |

Mientras que para un fluido que circula por el interior de una tubería cuya sección recta no es circular, el número de Reynolds viene dado por:

{\displaystyle \mathrm {Re} ={\frac {uD_{h}}{\nu }}}

o equivalentemente por:

{\displaystyle \mathrm {Re} ={\frac {\rho uD_{h}}{\mu }}}

Para un fluido que circula por el interior de una tubería circular recta y llena, el número de Reynolds viene dado por:

{\displaystyle \mathrm {Re} ={\frac {uD}{\nu }}}

o equivalentemente por:

{\displaystyle \mathrm {Re} ={\frac {\rho uD}{\mu }}}

Podemos hacer esta simplificación con el diámetro hidráulico porque en el caso de un conducto circular lleno tenemos que el diámetro hidráulico es igual al diámetro del conducto. 
Como todo número adimensional, es un cociente, una comparación. En este caso es la relación entre los términos convectivos y los términos viscosos de las ecuaciones de Navier-Stokes que gobiernan el movimiento de los fluidos.
Por ejemplo, un flujo con un número de Reynolds alrededor de 100 000 (típico en el movimiento de una aeronave pequeña, salvo en zonas próximas a la capa límite) expresa que las fuerzas viscosas son 100 000 veces menores que las fuerzas convectivas, y por lo tanto aquellas pueden ser ignoradas. Un ejemplo del caso contrario sería un cojinete axial lubricado con un fluido y sometido a una cierta carga. En este caso el número de Reynolds es mucho menor que 1 indicando que ahora las fuerzas dominantes son las viscosas y, por lo tanto, las convectivas pueden despreciarse.
Otro ejemplo: En el análisis del movimiento de fluidos en el interior de conductos proporciona una indicación de la pérdida de carga causada por efectos viscosos.

## Historia

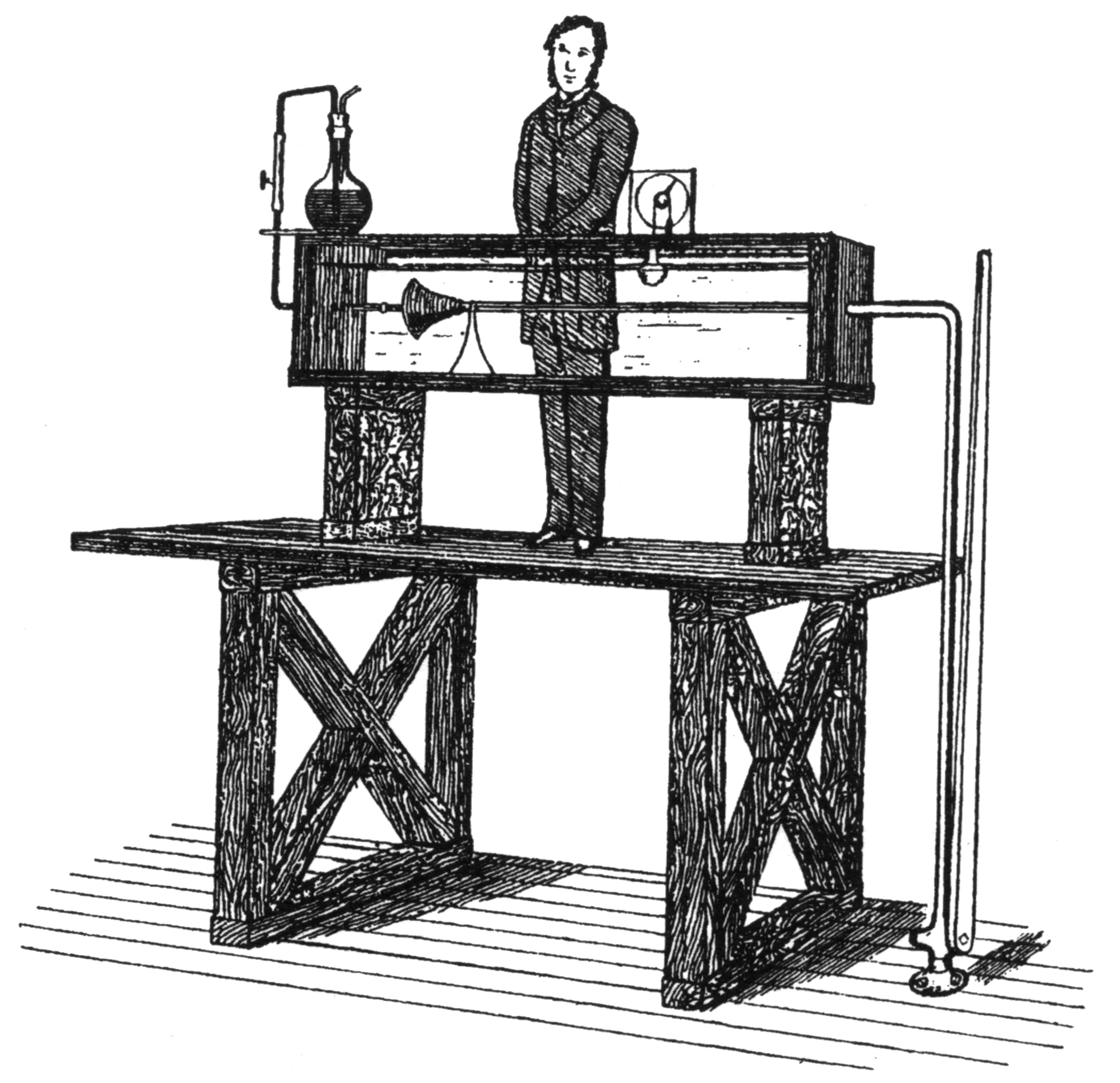
Aparato de Osborne Reynolds de 1883, un ingeniero y físico británico demuestra el inicio del flujo laminar y turbulento. El aparato todavía está en la Universidad de Manchester.

Osborne Reynolds estudió las condiciones en las que el flujo de fluido en las tuberías transición laminar-turbulenta pasó de flujo laminar a flujo turbulento.
La tubería más grande era de vidrio por lo que se pudo observar el comportamiento de la capa del chorro teñido. Al final de esta tubería había una válvula de control de flujo que se usaba para variar la velocidad del agua dentro del tubo. Cuando la velocidad era baja, la capa teñida permanecía distinta a lo largo de toda la longitud del tubo grande. Cuando se aumentó la velocidad, la capa se rompió en un punto dado y se difundió a lo largo de la sección transversal del fluido. El punto en el que esto sucedió fue el punto de transición de flujo laminar a turbulento.
De estos experimentos surgió el número adimensional de Reynolds para la similitud dinámica: la relación entre las fuerzas de inerciales y las fuerzas viscosas. Reynolds también propuso lo que ahora se conoce como las fuerzas de promedio de Reynolds de flujos turbulentos, donde cantidades como velocidad se expresan como la suma de componentes medios y fluctuantes. Tal promediado permite una descripción 'a granel' del flujo turbulento, por ejemplo, utilizando las ecuaciones de Navier-Stokes promediadas por Reynolds.

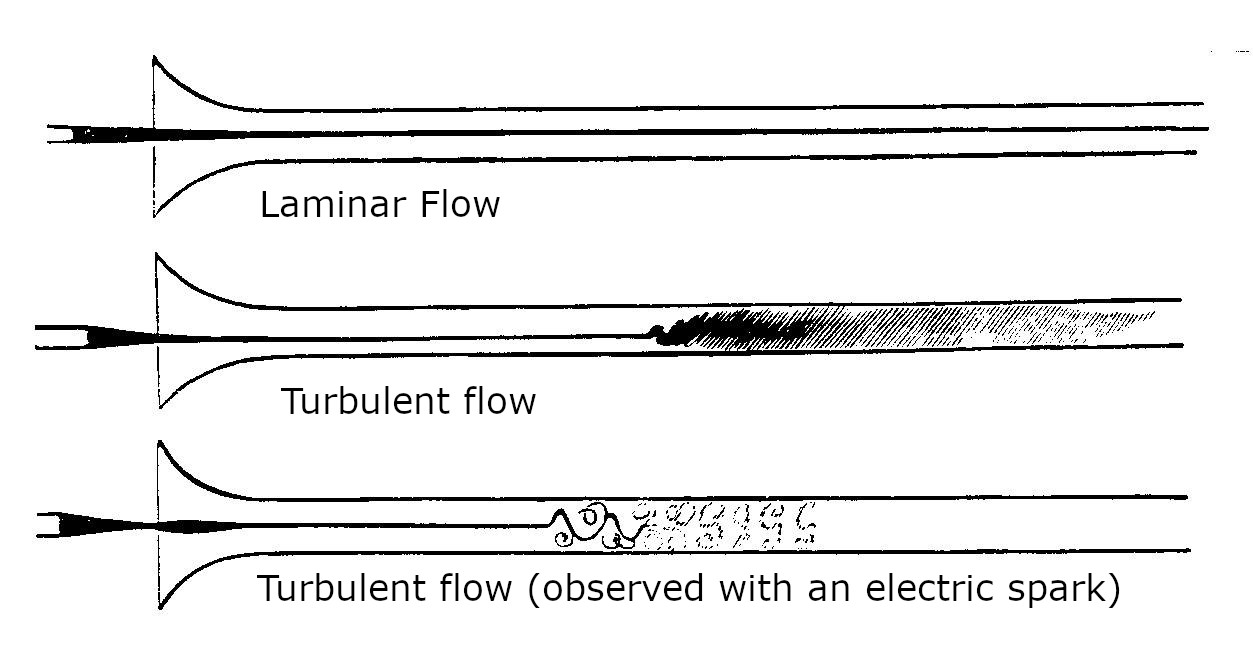
Diagrama en el artículo de Reynolds de 1883 que muestra el inicio del flujo turbulento.

## Re y el carácter del flujo
Además el número de Reynolds permite predecir el carácter turbulento o laminar en ciertos casos.
En conductos o tuberías (en otros sistemas, varía el Reynolds límite):
Si el número de Reynolds es menor a 2300, el flujo será laminar y, si es mayor de 4000, el flujo será turbulento.
Según otros autores:
| Valores                                         | Descripción |
| ----------------------------------------------- | --- |
| {\displaystyle \mathrm {Re} \leq 2300}          | El flujo se mantiene estacionario y se comporta como si estuviera formado por láminas delgadas, que interactúan solo en función de los esfuerzos tangenciales existentes. Por eso a este flujo se le llama flujo laminar. El colorante introducido en el flujo se mueve siguiendo una delgada línea paralela a las paredes del tubo. |
| {\displaystyle 2300\leq \mathrm {Re} \leq 4000} | La línea del colorante pierde estabilidad formando pequeñas ondulaciones variables en el tiempo, manteniéndose sin embargo delgada. Este régimen se denomina de transición. |
| {\displaystyle \mathrm {Re} \geq 4000}          | Después de un pequeño tramo inicial con oscilaciones variables, el colorante tiende a difundirse en todo el flujo. Este régimen es llamado turbulento, es decir caracterizado por un movimiento desordenado, no estacionario y tridimensional.                                                                                       |

## Flujo sobre la capa límite en problemas de ingeniería aeronáutica
En ingeniería aeronáutica el flujo sobre la capa límite de la corriente de aire es sumamente importante:

La transición ocurre normalmente para valores de número de Reynolds entre medio millón y 10 millones y se producirá antes o después dependiendo en gran medida de la rugosidad de la superficie, de la turbulencia de la corriente libre de aire y de la distribución de presiones.

Además, sabemos que el número de Reynolds depende de la dimensión característica del objeto que se mueve en el fluido, por ende podemos considerar lo siguiente:
Número de Reynolds localCuando la longitud característica ({\displaystyle \mathrm {L} _{c}}) corresponde la distancia del borde de ataque.
Número de Reynolds globalCuando la longitud característica ({\displaystyle \mathrm {L} _{c}}) corresponde a la cuerda del perfil, u otra distancia que represente la aeronave (longitud del fuselaje, envergadura).
De todas formas, podemos considerar la laminaridad de la capa límite cuando:
{\displaystyle \mathrm {Re} \leq 5\cdot 10^{5}\,}

## Flujo sobre la capa límite en problemas de Hidráulica
En problemas donde el fluido considerado es el agua, se ha demostrado mediante experimentación en laboratorio que entre un número de Reynolds de 2000 a 3000 se encuentra la etapa de transición laminar-turbulento en el flujo de la capa límite.
Sin embargo, para efectos prácticos se considera:
{\displaystyle \mathrm {Re} \leq 2000\,} el flujo será laminar.

## Transición laminar-turbulenta
En el flujo de capa límite sobre una placa plana, los experimentos confirman que, después de una cierta longitud de flujo, una capa límite laminar se volverá inestable y turbulenta. Esta inestabilidad ocurre a diferentes escalas y con diferentes fluidos, generalmente cuando Rex ≈ 5×105, donde x es la distancia desde el borde de ataque de la placa plana, y la velocidad de flujo es la corriente libre velocidad del fluido fuera de la capa límite.
Para el flujo en una tubería de diámetro D, las observaciones experimentales muestran que para un flujo "totalmente desarrollado", el flujo laminar ocurre cuando ReD < 2300 y el flujo turbulento ocurre cuando ReD > 2900. En el extremo inferior de este rango, se formará un flujo turbulento continuo, pero solo a una distancia muy grande de la entrada de la tubería. El flujo intermedio comenzará a pasar de laminar a turbulento y luego volverá a laminar a intervalos irregulares, lo que se denomina flujo intermitente. Esto se debe a las diferentes velocidades y condiciones del fluido en diferentes áreas de la sección transversal de la tubería, dependiendo de otros factores como la rugosidad de la tubería y la uniformidad del flujo. El flujo laminar tiende a dominar en el centro de movimiento rápido de la tubería, mientras que el flujo turbulento de movimiento más lento domina cerca de la pared. A medida que aumenta el número de Reynolds, el flujo turbulento continuo se acerca a la entrada y aumenta la intermitencia entre ellos, hasta que el flujo se vuelve completamente turbulento en ReD > 2900. Este resultado se generaliza a canales no circulares utilizando el diámetro hidráulico, lo que permite calcular un número de Reynolds de transición para otras formas de canal.
Estos números de Reynolds de transición también se denominan "números de Reynolds críticos" y fueron estudiados por Osborne Reynolds alrededor de 1895. El número de Reynolds crítico es diferente para cada geometría.

## Flujo en un conducto ancho
Para un fluido que se mueve entre dos superficies paralelas planas, donde el ancho es mucho mayor que el espacio entre las placas, entonces la dimensión característica es igual a la distancia entre las placas. Esto es consistente con los casos anteriores de conductos anulares y conductos rectangulares, llevados a una relación de aspecto límite.

## Flujo en un canal abierto
Para calcular el flujo de líquido con una superficie libre, se debe determinar el radio hidráulico. Esta es el área de la sección transversal del canal dividida por el perímetro mojado. Para un canal semicircular, es un cuarto del diámetro (en caso de flujo de tubería completo). Para un canal rectangular, el radio hidráulico es el área de la sección transversal dividida por el perímetro mojado. Algunos textos utilizan entonces una dimensión característica que es cuatro veces el radio hidráulico, elegida porque da el mismo valor de Re para el inicio de la turbulencia como en el flujo de tubería, mientras que otros utilizan el radio hidráulico como la escala característica de longitud con, en consecuencia, diferentes valores de Re para transición y flujo turbulento.

## Ejemplo de uso en medicina
Los cambios en el régimen de flujo provocados por la compresión de una arteria, generalmente la arteria humeral, al tomar la tensión arterial son responsables de un ruido ("Sonidos de Korotkov") y, mediante la auscultación de la arteria más abajo del punto de compresión, permiten determinar la presión sistólica (aparición del ruido) y la presión diastólica (desaparición del ruido).